# Gangsta Rap: The Glockumentary
Gangsta Rap: The Glockumentary – mockument z 2007 roku w reżyserii Damona „Coke” Danielsa.

## Fabuła
Akcja filmu rozgrywa się w 2006 roku i opowiada o grupie muzycznej o nazwie „Gangsta Rap”, która jest parodią grupy rapowej N.W.A, grupa próbuje przywrócić do dawnej popularności gatunek gangsta rapu. W skład grupy wchodzą Murder Mike, Du Rag i DJ Ballistics, grupa wydaje album Full Clip, który zawiera takie piosenki jak „Nigga Nigga Nigga”.

## Soundtrack
1. „Gangsta Rap” (2:43)
2. „House Shoes” (3:35)
3. „Gangstas Need Love” (2:30)
4. „My Mama’s a Bitch” (2:31)
5. „Ratpack” (2:22)
6. „My Beeper” (2:49)
7. „4 The Homies” (3:24)
8. „The Hardest Nigga In The World” (3:29)
9. „Fuck That Bitch” (3:06)
10. „Bitch Stop Lyin'” (3:24)
11. „Nigga Nigga Nigga” (2:58)

Soundtrack został napisany i wyprodukowany przez Che-Skizza.